# Fernando Zavala
Fernando Zavala, właśc. Fernando Martín Zavala Lombardi (ur. 1971) – peruwiański polityk i menedżer, od 2016 do 2017 premier Peru.

## Życiorys
Urodził się w 1971 roku.
Nie jest związany z żadną partią polityczą. W 1999 ukończył studia magisterskie z zarządzania biznesem na Uniwersytecie Piura; w 2001 zdobył tytuł MBA na Uniwersytecie w Birmingham. Pracował jako menedżer w różnych przedsiębiorstwach i bankach, w tym od 2009 do 2013 jako dyrektor browaru SABMiller. Od 2005 do 2006 pełnił funkcję ministra finansów.
28 lipca 2016, podczas kadencji prezydenta Pedra Pabla Kuczynskiego, objął urząd premiera Peru, zastępując na stanowisku Pedra Cateriano, również polityka niezależnego. Zakończył pełnienie funkcji 17 września 2017 po przegranym głosowaniu wotum nieufności, gdy zastąpiła go Mercedes Aráoz.